# Nama Karoo
El Nama Karoo o Gran Karoo és una ecoregió del tipus dels deserts i matollars xeròfils localitzada en la plana central de Sud-àfrica i Namíbia. Ocupa la majoria de l'interior de la meitat occidental de Sud-àfrica i estén a l'interior del sud de Namíbia.

## Clima
El clima tendeix per ser sobtadament canviant i molt dur. Les sequeres són freqüents amb precipitació líquida principalment caient a l'estiu. La pluviositat també pot ser variada amb fluctuacions entre 100 i 520 mil·límetres per any. La pluviositat és altament estacional, aconseguint el pic entre desembre i Març. La precipitació total anual tendeix a minvar de l'est a l'oest i de del nord a del sud. La variabilitat en la precipitació interanual també tendeix a augmentar amb el creixement de l'aridesa. Variacions de temperatura amb valors de 25 °C diürns i nocturns és comú. Les mitjanes de les temperatures màximes a meitat d'estiu (gener) superen els 30 °C, mentre les mitjanes de les mínimes a meitat hivern (juliol) són sota zero.

## Flora
La coberta i estructura de la vegetació del Karoo són relativament resistents a la pastura de bestiar. La diversitat de les plantes de karoo, mesurada per la riquesa d'espècies, uniformitat i dominància, no tan resistent.

## Fauna

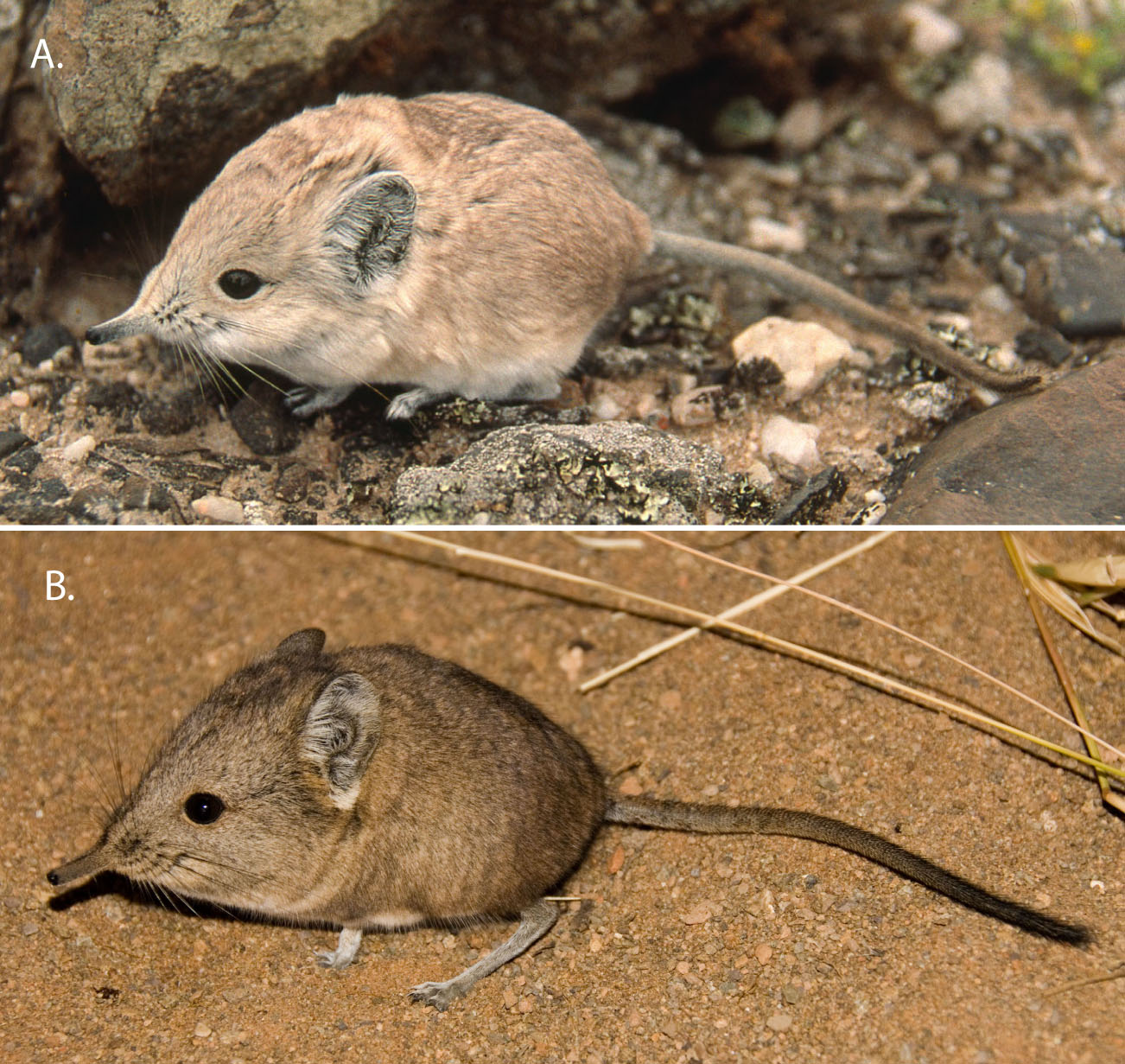
Dues subespècies de la musaranya Macroscelides proboscideus identificades en la part namíbia (A) i sudafricana (B) de l'ecoregió.

## Fites
El Nama Karoo fita a l'est amb l'ecoregió Highveld, al nord amb la sabana desèrtica del Kalahari i Boscs d'Acàcia-Baikiaea de Kalahari, a l'oest amb l'ecoregió del Fynbos i al sud i sud-oest amb els Boscos Knysna-Amatole i Prat, Bosc arbrat i Forest Montans de Drakensberg.